# Sulla pietra
Sulla pietra (Sur la dalle) è un romanzo poliziesco del 2023 della scrittrice francese Fred Vargas, il decimo con protagonista il personaggio del commissario Jean-Baptiste Adamsberg e la squadra del commissariato del XIII arrondissement di Parigi.
Il romanzo è stato pubblicato per la prima volta in Francia nel 2023 dall'editore Groupe Flammarion tradotto e pubblicato in Italia nel 2024, da Giulio Einaudi Editore.

## Edizioni italiane
- Fred Vargas, Sulla pietra, traduzione di Margherita Botto e Simona Mambrini, collana Stile libero Big, Einaudi, 2024,  p. 466, ISBN 978-88-06-26355-3.